# Зугаїр Феддаль
Зугаїр Феддаль (араб. زهير فضال‎, нар. 23 грудня 1989, Тетуан) — марокканський футболіст, центральний захисник іспанського «Вальядоліда» і національної збірної Марокко.

## Клубна кар'єра
Народився 23 грудня 1989 року в місті Тетуан. Вихованець юнацьких команд декількох іспанських команд і академії «Монако».
У дорослому футболі дебютував 2008 року виступами за команду іспанського нижчолігового клубу «Білажуїга». Протягом наступних років змінив низку іспанських команд із нижчих дивізіонів, доки 2012 року не вирішив повернутися на батьківщину, де став гравцем одного з провідних марокканських клубів, ФЮС (Рабат).
Утім, вже через сезон захисник повернувся до Європи, прийнявши пропозицію перейти до італійської «Парми». Проте виступі в Італії розпочав у Серії B за «Сієна», яка його невдовзі після переходу орендувала. У цій команді продемонстрував впевнену гру і вже наступний сезон розпочав в елітному італійському дивізіоні, граючи також на умовах оренди за «Палермо». Сицилійці мали право на викуп контракту гравця по завершенні сезону, проте ще по його ходу він повернувся до «Парми», де й провів решту сезону.
Влітку 2015 року команду «Парми», яка проходила процедуру банкрутства, було розформовано. Марокканець залишився у Європі, повернувшись до Іспанії, де укоав трирічний контракт з «Леванте».
Наступний сезон провів в іншому клубі Ла-Ліги, «Алавесі», а по його завершенні уклав чотирирічний контракт зі своїм третім клубом з елітного іспанського дивізіону, «Реал Бетісом».

## Виступи за збірні
Протягом 2009–2012 років залучався до складу молодіжної збірної Марокко. На молодіжному рівні зіграв у 17 офіційних матчах.
2012 року дебютував в офіційних матчах у складі національної збірної Марокко.

## Статистика виступів

### Статистика клубних виступів
Станом на 6 січня 2018 року
| Сезон                 | Команда               | Чемпіонат             | Чемпіонат | Чемпіонат | Національний кубок | Національний кубок | Національний кубок | Континентальні кубки | Континентальні кубки | Континентальні кубки | Інші змагання | Інші змагання | Інші змагання | Усього | Усього |
| Сезон                 | Команда               | Ліга                  | Ігор      | Голів     | Ліга               | Ігор               | Голів              | Ліга                 | Ігор                 | Голів                | Ліга          | Ігор          | Голів         | Ігор   | Голів  |
| --------------------- | --------------------- | --------------------- | --------- | --------- | ------------------ | ------------------ | ------------------ | -------------------- | -------------------- | -------------------- | ------------- | ------------- | ------------- | ------ | ------ |
| 2012–13               | ФЮС (Рабат)           | ЧМ                    | 17        | 1         | КМ                 | 1                  | 0                  | ЛЧ                   | 8                    | 0                    | -             | -             | -             | 26     | 1      |
| серп. 2013            | ФЮС (Рабат)           | ЧМ                    | 1         | 0         | КМ                 | -                  | -                  | ЛЧ                   | 3                    | 1                    | -             | -             | -             | 4      | 1      |
| Усього за ФЮС (Рабат) | Усього за ФЮС (Рабат) | Усього за ФЮС (Рабат) | 18        | 1         |                    | 1                  | 0                  |                      | 11                   | 1                    |               | -             | -             | 30     | 2      |
| серп. 2013–14         | «Сієна»               | B                     | 27        | 0         | КІ                 | 3                  | 1                  | -                    | -                    | -                    | -             | -             | -             | 30     | 1      |
| 2014-лют. 2015        | «Палермо»             | A                     | 7         | 0         | КІ                 | 1                  | 0                  | -                    | -                    | -                    | -             | -             | -             | 8      | 0      |
| лют.-черв. 2015       | «Парма»               | A                     | 13        | 0         | КІ                 | -                  | -                  | -                    | -                    | -                    | -             | -             | -             | 13     | 0      |
| 2015–16               | «Леванте»             | ПД                    | 28        | 1         | КІ                 | 1                  | 0                  | -                    | -                    | -                    | -             | -             | -             | 29     | 1      |
| 2016–17               | «Алавес»              | ПД                    | 27        | 2         | КІ                 | 6                  | 0                  | -                    | -                    | -                    | -             | -             | -             | 33     | 2      |
| 2017–18               | «Реал Бетіс»          | ПД                    | 12        | 3         | КІ                 | 0                  | 0                  | -                    | -                    | -                    | -             | -             | -             | 12     | 3      |
| Усього за кар'єру     | Усього за кар'єру     | Усього за кар'єру     | 132       | 7         |                    | 12                 | 1                  |                      | 11                   | 1                    |               | -             | -             | 155    | 9      |

## Титули і досягнення
- Володар Кубка португальської ліги (2):

«Спортінг»: 2020-21, 2021-22
- Чемпіон Португалії (1):

«Спортінг»: 2020-21
- Володар Суперкубка Португалії (1):

«Спортінг»: 2021